# Christie Welsh
Christie Renee Welsh (* 27. Februar 1981 in Massapequa Park, New York) ist eine ehemalige US-amerikanische Fußballspielerin.

## Karriere

### Vereine
Welsh spielte auf Long Island in Huntington zunächst für Northport Cow Harbor Piranha Fußball.
Nach ihrem Abschluss an der Massapequa Highschool auf der dem Bundesstaat New York zugehörigen Insel, begab sie sich an die Pennsylvania State University nach State College.
Während ihrer vierjährigen Studienzeit kam sie auch für das Sport-Team der Bildungseinrichtung, die Nittany Lions, in 97 Meisterschaftsspielen der Big Ten Conference innerhalb der NCAA Division I zum Einsatz, in denen sie 82 Tore erzielte.
Für die professionelle Fußballmannschaft der Long Island Rough Riders kam sie in der Spielzeit 2000 (in Zeiten, in denen der Spielbetrieb an der PSU ruhte) in der zweitklassigen USL W-League zum Einsatz, so auch in den Spielzeiten 2001 und 2002 für die in Virginia Beach ansässigen Hampton Roads Piranhas.
Für die in Uniondale ansässige New York Power kam sie in der Spielzeit 2003 in der WUSA, der seinerzeit unter diesem Namen höchsten Spielklasse im US-amerikanischen Frauenfußball, zu zwölf Punktspielen, in denen ihr sechs Tore gelangen.
Das erste Mal im Ausland, spielte sie für den schwedischen Erstligisten KIF Örebro in der Spielzeit 2004. Mit Beendigung der Spielzeit im Oktober 2004 suchte sie eine Möglichkeit, den Sport weiter auszuüben. 
In der Rückrunde der Saison 2004/05 wurde sie als Spielerin des französischen Erstligisten Olympique Lyon in sieben Punktspielen eingesetzt, in denen sie drei Tore erzielte. Ihr erstes bestritt sie am 30. Januar 2005 bei der 0:1-Niederlage im Auswärtsspiel gegen den HSC Montpellier. Ihr erstes Tor in der Division 1 erzielte sie am 6. Februar 2005 (16. Spieltag) beim 3:0-Sieg im Heimspiel gegen den Juvisy FCF mit dem Treffer zum Endstand in der Nachspielzeit.
In die Vereinigten Staaten zurückgekehrt, fand sie in den in der USL W-League vertretenden New Jersey Wildcats ihren neuen Verein. Von 2007 bis 2008 war sie für den in der Hauptstadt ansässigen Verein Washington Freedom aktiv. Im Spieljahr 2009 kam sie für zwei Vereine zum Einsatz. Zunächst kam sie für Los Angeles Sol das erste Mal in der höchsten Spielklasse, der WPS, in drei Punktspielen zum Einsatz, danach vom 23. Mai bis zum 19. August für den Ligakonkurrenten Saint Louis Athletica.
Nach Washington, D.C. zurückgekehrt, kam sie das zweite Mal für Washington Freedom in der höchsten Spielklasse zum Einsatz. Danach spielte sie am selben Ort für D.C. United Women in der USL W-League und mit dem Aufstieg in die Premierensaison der National Women’s Soccer League 2013 für die im Jahr 2012 gegründete Mannschaft Washington Spirit, bei der sie ihre Spielerkarriere ausklingen ließ.

### Nationalmannschaft
McCarthy gehörte der US-amerikanischen A-Nationalmannschaft an und bestritt 39 Länderspiele, in denen sie 20 Tore erzielte. Ihr Debüt am 7. Januar 2000 beim 8:1-Sieg über die Nationalmannschaft Tschechiens im Turnier um den Australia Cup krönte sie sogleich mit ihrem ersten Länderspieltor, dem Treffer zum 7:0 in der 75. Minute.
Ihren letzten Einsatz als Nationalspielerin hatte sie am 30. Juli 2006 beim 2:0-Sieg im Freundschaftsspiel gegen die Nationalmannschaft Kandadas in Cary; es war zugleich ihr 17. Freundschaftsspiel (7 Tore).
Sie bestritt ferner ein weiteres Spiel im Turnier um den Australia Cup, war mit zwei Toren in zwei Spielen im Turnier um den US-Cup und mit eben so vielen in drei Spielen um den Pacific-Cup erfolgreich. Bei der Teilnahme ihrer Mannschaft am Vier-Nationen-Turnier 2006 in Guangzhou wurde sie in allen drei Spielen (1 Tor) berücksichtigt sowie in einem, am 25. Juni 2000 in Louisville, beim 8:0-Sieg über die Nationalmannschaft Costa Ricas im zweiten Spiel der Gruppe A im Turnier um den CONCACAF-Gold-Cup, in dem sie in der 47. Minute das Tor zum 4:0 erzielte.
Sie nahm mit ihrer Mannschaft viermal am Turnier um den Algarve-Cup teil:
2000: Gruppe A – 1. und 2. Spiel, 2001: Gruppe A – 3 Spiele (1 Tor) und Spiel um Platz 5, 2006: Gruppe B – 1 Spiel.
Im Finale um den Algarve-Cup 2005 erzielte sie am 15. März im Estádio Algarve in der 23. Minute den 1:0-Siegtreffer gegen die Nationalmannschaft Deutschlands. Mit den vier Toren in den Gruppenspielen avancierte sie zur Torschützenkönigin des Turniers.
Zudem gehörte sie dem Kader für das Olympische Fußballturnier 2000 an, in dem sie im Turnierverlauf jedoch nicht eingesetzt worden war.

## Erfolge
Nationalmannschaft
- Olympische Silbermedaille 2000 (ohne Turniereinsatz)
- Algarve-Cup-Sieger 2000, 2005

New Jersey Wildcats
- USL W-League-Meister 2005

## Sonstiges
Welsh verblieb nach ihrem Studium zwei Jahre lang an dieser Bildungseinrichtung und übte die Funktion einer Co-Trainerin aus. In den Jahren 2011 und 2012 war sie in dieser Funktion für die Badgers und Hawks aktiv. Nach zwei Jahren für die Oregon Ducks war sie das erste Mal Cheftrainerin. Für die Cougars, dem Sport-Team der Montclair Kimberley Academy, war sie von 2016 bis 2019 tätig.